# Самија Сулуху Хасан
Самија Сулуху Хасан (Макандучи, 27. јануар 1960) танзанијска је политичарка која је од 19. марта 2021. године била шеста, а прва жена председница Танзаније. Она је чланица владајуће социјалдемократске странке Партија Револуције и трећа жена на челу владе једне земље Источноафричке заједнице. Након смрти председника Џона Магуфулија, положила је заклетву као председница. Позната као Мама Самија.
Родом из Занзибара, Сулуху је служила као министар у полуаутономној области током администрације председника Аманија Карумеа. Била је посланица у изборној јединици Макундучи од 2010. до 2015. и била је државни министар у Канцеларији потпредседника за питања синдиката од 2010. до 2015. године. Године 2014. изабрана је за потпредседавајућу Уставотворне скупштине, задужене за израду нацрта новог устава земље.
Сулуху је постала прва жена потпредседница Танзаније након општих избора 2015. године, након што је изабрана на листи Партије Револуције са председником Магуфулијем. Сулуху и Магуфули су поново изабрани за други мандат 2020. године. Накратко је служила као друга привремена шефица државе у Источноафричкој заједници - 27 година након Силвије Киниги из Бурундија, обухватајући период око краја 1993.
Као председница, њена влада донела је политику за ублажавање пандемије КОВИД-19 у Танзанији – за разлику од порицања под Магуфулијем – и учинила је напоре ка политичком помирењу са опозиционим странкама.

## Младост
Сулуху је рођена 27. јануара 1960. у Макундучију, старом граду на острву Унгуја, у султанату Занзибар.
Средњу школу завршила је 1977. године и почела да ради. Након тога, похађала је неколико кратких курсева на пола радног времена. Године 1986. дипломирала је на Институту за развојни менаџмент (данашњи Универзитет Мзумбе) са напредном дипломом јавне управе.
Између 1992. и 1994. године похађала је Универзитет у Манчестеру и стекла постдипломску диплому из економије. Године 2015. магистрирала је економски развој заједнице путем заједничког програма између Отвореног универзитета Танзаније и Универзитета Јужни Њу Хемпшир.

## Политичка каријера
Године 2000. одлучила је да се кандидује за јавну функцију. Изабрана је за члана са посебним местом у Представничком дому Занзибара , а за министра ју је именовао председник Амани Каруме. Била је једина високорангирана жена министар у кабинету и њени мушки колеге су је „дискриминисали“ јер је била женско. Поново је изабрана 2005. године и поново је именована за министра у другом ресору.
Године 2010. кандидовала се за избор у Народну скупштину, у парламентарној изборној јединици Макундучи и победила са више од 80%. Председник Џакаја Киквете именовао ју је за државног министра за питања синдиката. Године 2014. изабрана је за потпредседавајућу Уставотворне скупштине са задатком да изради нацрт новог устава земље.
У јулу 2015, председнички кандидат Партије Револуције Џон Магуфули изабрао ју је за своју кандидаткињу за изборе 2015, чиме је постала прва жена кандидаткиња у историји странке. Она је 5. новембра 2015. године након Магуфулијеве победе на изборима постала прва жена потпредседница у историји земље. И Магуфули и Сулуху су поново изабрани за други петогодишњи мандат 28. октобра 2020.

## Председништво
Дана 17. марта 2021, Мама Самија је објавила да је Магуфули умро након дуге болести; Магуфули није виђен у јавности од краја фебруара. Положила је заклетву као његов наследник 19. марта 2021. и служиће остатак Магуфулијевог другог петогодишњег мандата. До одлагања почетка њеног мандата дошло је због тога што Устав Танзаније изричито захтева да потпредседница положи председничку заклетву пре него што се попне на место председника. Опозициони лидери су изразили забринутост због могућег „вакума“ када је 18. март прошао а да Сулуху није положила заклетву. Након полагања заклетве, Сулуху је постала прва жена председница Танзаније. Она је такође друга Занзибарка на тој функцији, и трећа муслиманка после Али Хасана Мвињија и Џакаје Кикветеа. Такође је постала једна од две жене на челу држава у Африци, поред етиопске Сахле-Ворк Зевде.
Сулухуина администрација покренула је напоре за сузбијање пандемије КОВИД-19 у Танзанији, у потпуној супротности са негирањем вируса под Магуфулијевим мандатом. Уведени су обавезни 14-дневни карантини за путнике који улазе у Танзанију из земаља у којима се налазе новонастале варијанте САРС-КоВ-2. Посетиоцима је препоручено да носе маске за лице, да се дезинфикују и практикују социјално дистанцирање. Сулуху је дозволила амбасадама и другим међународним организацијама да увозе вакцине у земљу ради вакцинисања страних држављана за њихов свакодневни рад у Танзанији, уз помоћ Министарства здравља.
Амерички часопис Тајм ју је 2022. године прогласио међу 100 најутицајнијих особа на свету.

### Политичке реформе и јединство
Председница Самија је наследила политички веома подељену ситуацију у којој је њен претходник, Магуфули, имао централизовану управу према политици једне партије. У фази 6, Сулухуина влада, Мама Самија је изразила жељу да преокрене политички правац Танзаније. Ипак, убрзо након што је Сулуху постала председник, лидер опозиционе странке CHADEMA, Фриман Мбоу, ухапшен је под оптужбом за издају. Све оптужбе су касније биле одбачене. На дан пуштања на слободу Мбоу је позван и састао се са мамом Самијом у Државној кући у Дар ес Саламу. Речено је да је састанак био веома успешан, и довео је до даљих састанака између њих двоје, као и других опозиционих лидера, како би се побољшала комуникација и поправила политичка подела и створило јединство у политичким партијама земаља. Дана 16. фебруара 2022. Мама Самија се састала са опозиционим лидером Тунду Лисуом у Белгији, где је живео у егзилу након што је упуцан 16 пута у покушају атентата 2017. Разговарали су и о томе да се Лису врати кући у Танзанију да поново учествује у политици.
Састанци председнице Самије и помирење између странака нису били универзално добродошли, а критиковани су посебно у њеној партији. Након ослобађања Фримана Мбоуа и његовог непосредног разговора са Мамом Самијом, његово прво појављивање неколико дана касније било је на манифестацији Међународног дана жена у Иринги. То је навело критичаре да оптуже Мама Самију да је пустила Мбоуа под условом подршке западној феминистичкој политици.
Поред сусрета и поправљања јаза између политичара странака, Мама Самија је укинула ограничења штампе које је увео њен претходник и поново издала лиценце опозиционим публикацијама: Мванахалиси, Мавио, Мсето и Танзаниа Даима које је у власништву опозиционог лидера Фримана Мбовуа.

### Инфраструктура
Откако је преузела председничку функцију 2021. године, Самија је обезбедила да се водећи пројекти које је покренуо покојни председник Магуфули заврше на време. Осим тога, одобрила је и нове развојне пројекте. Године 2022. присуствовала је Expo 2020 како би промовисала танзанијске производе и могућности, што је довело до потписивања уговора о пословном партнерству са Дубаијем.

## Лични живот
Године 1978. Сулуху се удала за Хафида Амејрина, пољопривредног службеника који је до 2014. отишао у пензију. Имају четворо деце. Њена ћерка Вану Хафид Амејр (рођена 1982), друго дете пара, је посебан члан Представничког дома Занзибара. Дана 28. јула 2021, у Танзанији је почела кампања вакцинације против КОВИД-19 под њеним надзором, када је примила прву дозу вакцине и позвала све Танзанијце да добију своје вакцине рекавши да та земља „није острво“.

## Танзанија: Краљевска турнеја
Почетком 2021. снимила је филм „Краљевска турнеја“ са новинаром и редитељем Питером Гринбергом са намером да промовише туризам и придобије различите инвеститоре да улажу у њену земљу. Премијерно је приказан у Лос Анђелесу, Парамаунт театру, а затим у Танзанији.

## Филмографија
| Година | Наслов                         | Улога    | Напомене          |
| ------ | ------------------------------ | -------- | ----------------- |
| 2022   | Краљевска турнеја по Танзанији | Она сама | документарни филм |
| 2023   | Скривена Танзанија             | Она сама | Предпродукција    |